# Nolina arenicola
Espèce
Nolina arenicola est une espèce végétale de la famille des Asparagaceae. Elle vit sur les sols sableux et les dunes du chaparral texan (États-Unis).

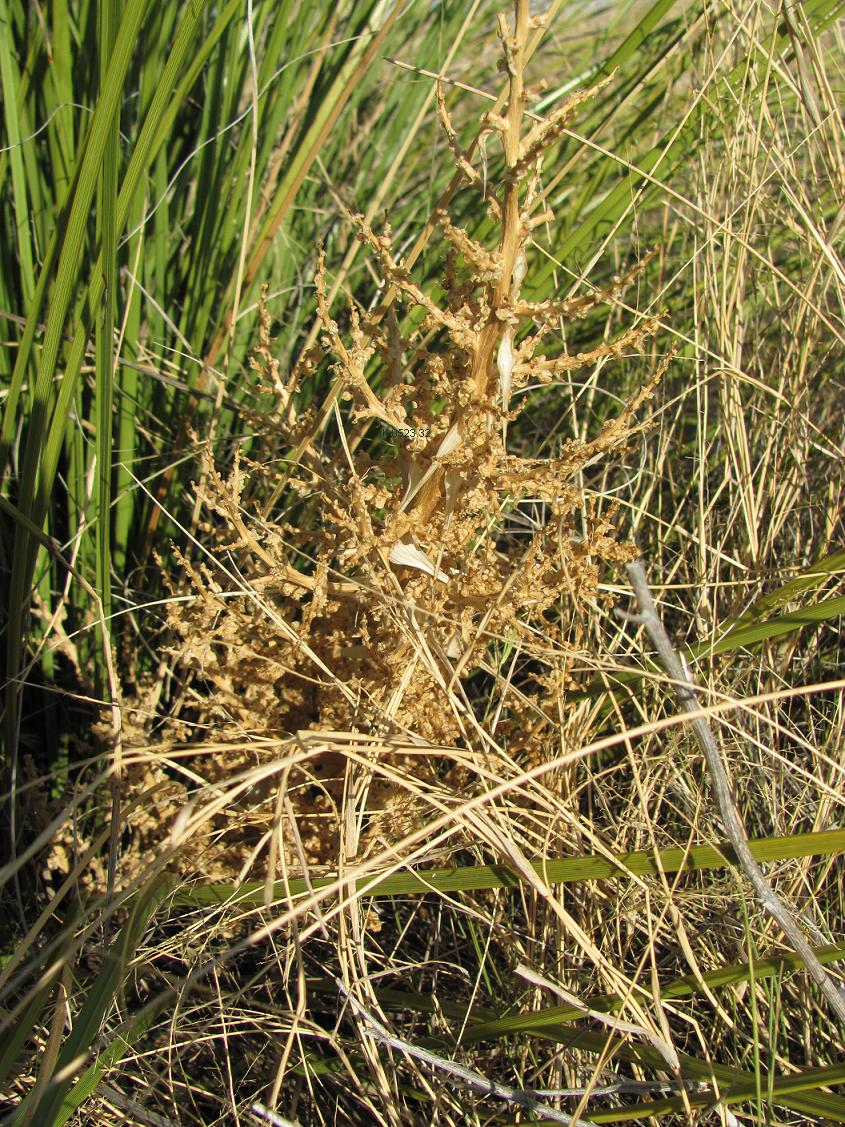
Inflorescence de Nolina arenicola